# Квінт Волузій Флак Корнеліан
Квінт Волу́зій Флак Корнеліа́н (лат. Quintus Volusius Flaccus Cornelianus; ? — після 197) — державний і військовий діяч часів Римської імперії, консул 174 року.

## Життєпис
Походив з роду нобілів Волузіїв. Вважається онуком Квінта Волузія Сатурніна, консула 92 року. Можливо був його нащадком по материнській лінії. Здобув доволі гарну освіту, виявляв хист літератора.
У 174 році став консулом, разом з Луцієм Аврелієм Галлом. Забезпечував порядок у центральних районах імперії, спрямовуючи військові резерви та постачання під час Маркоманської війни. Про подальшу кар'єру замало відомостей. Відомо, що обіймав посаду ab epistulis Graecis (відповідальний за листування з найвищими військовими та цивільними сановниками грецькою мовою) в канцелярії імператора Марка Аврелія. Невідомо чи зберіг цю посаду за імператора Коммода. Згадується в римському папірусі, написаному між 193 і 197 роками латиною та грецькою мовою. Можливо в цей час очолював якійсь підрозділи кінноти в східних провінціях.